# PG 0804+761
 (mars 2024).
Améliorez-le ou discutez des points à vérifier. 
 (avril 2022).
La mise en forme du texte ne suit pas les recommandations de Wikipédia : il faut le « wikifier ».
Les points d'amélioration suivants sont les cas les plus fréquents. Le détail des points à revoir est peut-être précisé sur la page de discussion.
- Les titres sont pré-formatés par le logiciel. Ils ne sont ni en capitales, ni en gras.
- Le texte ne doit pas être écrit en capitales (les noms de famille non plus), ni en gras, ni en italique, ni en « petit »…
- Le gras n'est utilisé que pour surligner le titre de l'article dans l'introduction, une seule fois.
- L'italique est rarement utilisé : mots en langue étrangère, titres d'œuvres, noms de bateaux, etc.
- Les citations ne sont pas en italique mais en corps de texte normal. Elles sont entourées par des guillemets français : « et ».
- Les listes à puces sont à éviter, des paragraphes rédigés étant largement préférés. Les tableaux sont à réserver à la présentation de données structurées (résultats, etc.).
- Les appels de note de bas de page (petits chiffres en exposant, introduits par l'outil «  Source ») sont à placer entre la fin de phrase et le point final[comme ça].
- Les liens internes (vers d'autres articles de Wikipédia) sont à choisir avec parcimonie. Créez des liens vers des articles approfondissant le sujet. Les termes génériques sans rapport avec le sujet sont à éviter, ainsi que les répétitions de liens vers un même terme.
- Les liens externes sont à placer uniquement dans une section « Liens externes », à la fin de l'article. Ces liens sont à choisir avec parcimonie suivant les règles définies. Si un lien sert de source à l'article, son insertion dans le texte est à faire par les notes de bas de page.
- La présentation des références doit suivre les conventions bibliographiques. Il est recommandé d'utiliser les modèles {{Ouvrage}}, {{Chapitre}}, {{Article}}, {{Lien web}} et/ou {{Bibliographie}}. Le mode d'édition visuel peut mettre en forme automatiquement les références.
- Insérer une infobox (cadre d'informations à droite) n'est pas obligatoire pour parachever la mise en page.

Pour une aide détaillée, merci de consulter Aide:Wikification.
Si vous pensez que ces points ont été résolus, vous pouvez retirer ce bandeau et améliorer la mise en forme d'un autre article.
PG 0804+761 est une galaxie naine elliptique de Seyfert type 1 multi-émettrice. Cette galaxie fait partie des galaxies de Seyfert qui contiennent des quasars avec une masse de 10 millions à 1 milliard de masses solaires. PG 0804+761 se situe dans la constellation de la Girafe à plus de 1.2 milliard d'années-lumière,,,.

## Découverte de PG 0804+761
PG 0804+761 a été découvert par le télescope spatial HEAO-2 en 1984. PG 0804+761 a d'abord été identifié comme une proche étoile bleue comme Sirius ou Véga. Le HEAO-2 sera découvert par son intense émission dans le domaine des rayons X.

## Caractéristique de PG 0804+761

### Raie d'absorption
PG 0804+761 possède une très grande raie d'émission de type O3 (oxygène doublement ionisé) ainsi qu'une très grande raie d'absorption d'ultraviolet.

### Constitution de PG 0804+761
PG 0804+761 possède de très grandes raies d'absorption qui montrent que le centre de PG 0804+761 est traversé de grandes bandes de gaz ainsi qu'un halo de gaz et d'étoiles. Ce halo s'explique par l’éjection de matière venant du quasar central. Cette éjection semble se stabiliser autour du centre et se stopper, ce qui permet la formation active d'étoiles. Ces étoiles se voient bien dans la bande B ainsi que dans les ultraviolets. Une équipe travaillant avec le LLIV Arch s'est intéressée à PG 0804+761, ils découvriront un deuxième halo de matière qui se situe à l'extérieur de PG 0804+761. Ce halo se compose uniquement de gaz froid venant aussi du centre galactique et il n'est pas assez dense pour former des étoiles même si de petits amas d'étoiles s'y forment,,,.